# ۳۳۱ (قمری)
۳۳۱ (قمری)، سیصد و سی و یکمین سال در گاهشماری هجری قمری است. اول محرم این سال برابر با بیستم سپتامبر سال ۹۴۲ میلادی است.

## درگذشتگان
- ۲۷ رجب – نصر دوم سامانی امیر سامانیان